# سامسونگ اس‌جی‌اچ-ئی۲۵۱
سامسونگ اس‌جی‌اچ-ای۲۵۱ یک‌نمونه از گوشی‌های تلفن همراه سری E شرکت سامسونگ می باشد که توسط همین شرکت به بازار عرضه شده‌است.